# .edu
.edu est un domaine de premier niveau commandité réservé aux établissements d'enseignement accrédités aux États-Unis, certains pouvant se trouver en dehors du territoire américain.
Il est administré par le site whois d'Educause.

## Statistiques d'usage
En janvier 2025, environ 8 700 domaines utilisent l'extension .edu.